# فوریه (فیلم ۲۰۰۳)
«فوریه» (تایلندی: กุมภาพันธ์) فیلمی در ژانر رمانتیک و درام است که در سال ۲۰۰۳ منتشر شد.